# Saijo
Saijo (japanska: 西条市?, Saijō-shi) är en stad i den japanska prefekturen Ehime på den norra delen av ön Shikoku. Saijo fick stadsrättigheter 29 april 1941, och staden utökades 1 november 2004 då den slogs samman med den dåvarande staden Toyo och kommunerna Komatsu och Tanbara.